# Prison Break Anthem (Ich glaub’ an dich)
Prison Break Anthem (Ich glaub’ an dich) ist ein Lied des deutschen Rappers Azad, in Kooperation mit dem deutschen Popsänger Adel Tawil. Das Stück ist die erste Singleauskopplung aus seinem fünften Studioalbum Blockschrift.

## Entstehung und Artwork
Geschrieben wurde das Lied gemeinsam von Azad, Florian Fischer, M3 & Noyd und Adel Tawil. Produziert wurde die Single von M3 & Noyd. Die Single wurde unter dem Musiklabel Urban veröffentlicht. Das Cover der Maxi-Single ist Schwarz-weiß gehalten. Zu sehen ist – neben Künstlernamen und Liedtitel – ein Bild, auf dem Azad und Tawil vor bzw. auf einem Sockel eines Strommastes stehen. Fotograf beim Covershooting war Siro Micheroli, die Artworkarbeiten für das Cover übernahm Ben Baumgarten.

## Veröffentlichung und Promotion
Die Erstveröffentlichung von Prison Break Anthem (Ich glaub’ an dich) erfolgte am 13. Juli 2007 in Deutschland, Österreich und der Schweiz. Neben der Radioversion zu Prison Break Anthem (Ich glaub’ an dich) enthält die Maxi-Single noch eine „Trailer-Version“ und ein Instrumental des Liedes als B-Seite.

## Hintergrund
Prison Break Anthem (Ich glaub’ an dich) war der Soundtrack zur US-amerikanischen Actionserie Prison Break und entstand dadurch, dass RTL den Auftrag für eine deutsche Version des Titelliedes gab. Die originale Titelmelodie der Serie Prison Break Theme wurde von dem gebürtigen Deutsch-Iraner Ramin Djawadi komponiert, der dafür eine Nominierung für den Emmy erhielt. Der belgische Sänger Kaye Styles sang auf Anfrage des US-Fernsehsenders FOX den Rap-Song Prison Break Anthem, der auch als Titelsong für die Ausstrahlung der Serie auf dem belgischen Fernsehsender KanaalTwee diente. Er erschien als Single und als Musikvideo. Eigens für die Ausstrahlung auf dem französischen Fernsehsender M6 dient das von dem aus Marseille stammenden Rapper Faf Larage gerappte Lied Pas le temps als Titelmelodie, das auch als Single und Musikvideo erschien. Die japanische Sängerin Namie Amuro sang das Titellied Top Secret für die japanische Ausstrahlung.
Für Tawil – zu diesem Zeitpunkt Sänger des deutschen Pop-Duos Ich + Ich – ist dies nach Niemand hat gesagt die zweite Solo-Veröffentlichung abseits seiner Projekte wie The Boyz oder Ich + Ich.

## Inhalt
Der Liedtext zu Prison Break Anthem (Ich glaub’ an dich) ist in deutscher Sprache verfasst. Die Musik wurde von Florian Fischer, M3 & Noyd und Adel Tawil; der Text von Azad, Fischer und Tawil verfasst. Musikalisch bewegt sich das Lied im Bereich des Raps und der Popmusik.
Im Lied geht es darum, dass eine Person immer noch hinter einer zuvor sehr nahestehenden Person steht, obwohl diese sich im Moment im Gefängnis befindet. Die Person will dem Verurteilen helfen, wieder in Freiheit zu kommen, und macht dem Verurteilten Mut, damit dieser die Zeit so gut wie möglich übersteht.

„Ich hol’ dich da raus ich glaub’ an dich sowie du an mich glaubst,

ich hol’ dich da raus du kannst immer auf mich zähl’n.

Halte noch aus ich weiß die Zeit hier scheint still zu steh’n,

doch schon bald werden wir in Richtung Freiheit geh’n.“

## Musikvideo
Im Musikvideo sind Azad und Tawil an verschiedenen Naturplätzen zu sehen. Dies soll das Gefühl von Freiheit vermitteln und stellt somit das komplette Gegenteil zu einem Leben hinter Gittern dar. Zwischendrin sind immer wieder Szenen aus der Serie Prison Break zu sehen. Die Gesamtlänge des Musikvideos beträgt 4:02 Minuten. Regie führten Roman Peritz und Siro Micheroli; produziert wurde es von combo entertainment. Im September 2013 hochgeladen, zählte das Video bis Februar 2025 über 8,5 Millionen Aufrufe.

## Mitwirkende
| Liedproduktion - Greg Amgwerd: Beleuchter - Azad: Liedtexter, Rap - Florian Fischer: Komponist, Liedtexter - H-Peh: Mastering - M3 & Noyd: Komponist, Musikproduzent - Adel Tawil: Gesang, Komponist, Liedtexter Unternehmen - combo Entertainment: Filmproduzent (Musikvideo) - Urban: Musiklabel | Visualisierung - Ben Baumgarten: Artwork (Cover) - Roman Brändli: Oberbeleuchter (Musikvideo) - Aladin Hasic: Kameramann (Musikvideo) - Siro Micheroli: Fotograf (Cover), Regisseur (Musikvideo) - Roman Peritz: Regisseur (Musikvideo) |

## Kommerzieller Erfolg

### Chartplatzierungen
Prison Break Anthem (Ich glaub’ an dich) erreichte in Deutschland in der ersten Woche Platz drei der Singlecharts und stieg in den Folgewochen bis Platz eins der deutschen Singlecharts. Die Single konnte sich insgesamt eine Woche an der Spitze, 10 Wochen in den Top 10 und 18 Wochen in den Charts halten. In Österreich erreichte die Single in 17 Chartwochen Position zwölf und in der Schweiz in 15 Chartwochen Position 13. Das Lied war für einen Zeitraum von drei Wochen das erfolgreichste deutschsprachige Lied in den deutschen Singlecharts. 2007 erreichte die Single Position 20 der Jahrescharts von 2007, Position 57 in Österreich und Position 63 in der Schweiz.
In Deutschland ist dies bereits der zwölfte Charterfolg und der erste Top 10/Nummer-eins-Hit Hit für Azad. Für Adel Tawil ist es nach Niemand hat gesagt der zweite Charterfolg als Solo-Künstler und der erste Top 10/Nummer-eins-Hit Erfolg. In Österreich und der Schweiz ist es jeweils der zweite Charterfolg für Azad und der erste für Tawil.
Als Autor ist Prison Break Anthem (Ich glaub’ an dich) bereits die zwölfte Single Tawils, die sich in den deutschen Singlecharts platzieren konnte, in Österreich ist es die vierte und in der Schweiz die fünfte. Es ist sein dritter Top-10- und erster Nummer-eins-Erfolg für ihn.
| ChartsChartplatzierungen | Höchstplatzierung | Wochen |
| ------------------------ | ----------------- | ------ |
| Deutschland (GfK)        | 1 (18 Wo.)        | 18     |
| Österreich (Ö3)          | 12 (17 Wo.)       | 17     |
| Schweiz (IFPI)           | 13 (15 Wo.)       | 15     |

| ChartsJahrescharts (2007) | Platzierung |
| ------------------------- | ----------- |
| Deutschland (GfK)         | 20          |
| Österreich (Ö3)           | 57          |
| Schweiz (IFPI)            | 63          |

### Auszeichnungen für Musikverkäufe
2007 wurde für Prison Break Anthem (Ich glaub’ an dich) in Deutschland eine Goldene Schallplatte für über 150.000 verkaufte Einheiten vergeben. Somit ist es in Deutschland einer der meistverkauften Rapsongs der 2000er-Jahre.
| Land/Region        | Auszeichnungen für Musikverkäufe (Land/Region, Auszeichnung, Verkäufe) | Verkäufe |
| ------------------ | ---------------------------------------------------------------------- | -------- |
| Deutschland (BVMI) | Gold                                                                   | 150.000  |
| Insgesamt          | 1× Gold ·                                                              | 150.000  |